# Zimiromus
Genre
Zimiromus est un genre d'araignées aranéomorphes de la famille des Gnaphosidae.

## Distribution
Les espèces de ce genre se rencontrent en Amérique du Sud, en Amérique centrale et aux Antilles.

## Liste des espèces
Selon World Spider Catalog (version 17.5, 15/11/2016) :
- Zimiromus aduncus Platnick & Shadab, 1976
- Zimiromus atrifus Platnick & Höfer, 1990
- Zimiromus beni Platnick & Shadab, 1981
- Zimiromus bimini Platnick & Shadab, 1976
- Zimiromus boistus Platnick & Höfer, 1990
- Zimiromus brachet Platnick & Shadab, 1976
- Zimiromus buzios Brescovit & Buckup, 1998
- Zimiromus canje Platnick & Shadab, 1979
- Zimiromus chickeringi Platnick & Shadab, 1976
- Zimiromus circulus Platnick & Shadab, 1976
- Zimiromus dorado Platnick & Shadab, 1979
- Zimiromus eberhardi Platnick & Shadab, 1976
- Zimiromus exlineae Platnick & Shadab, 1976
- Zimiromus hortenciae Buckup & Brescovit, 1993
- Zimiromus iotus (Banks, 1929)
- Zimiromus jamaicensis Platnick & Shadab, 1976
- Zimiromus kleini Buckup & Brescovit, 1993
- Zimiromus kochalkai Platnick & Shadab, 1976
- Zimiromus lawa Platnick & Shadab, 1981
- Zimiromus lingua Platnick & Shadab, 1976
- Zimiromus lubricus (Simon, 1893)
- Zimiromus malkini Platnick & Shadab, 1976
- Zimiromus medius (Keyserling, 1891)
- Zimiromus montenegro Buckup & Brescovit, 1993
- Zimiromus muchmorei Platnick & Shadab, 1976
- Zimiromus nadleri Platnick & Shadab, 1979
- Zimiromus penai Platnick & Shadab, 1976
- Zimiromus piura Platnick & Shadab, 1976
- Zimiromus platnicki Brescovit & Höfer, 1994
- Zimiromus rabago Platnick & Shadab, 1976
- Zimiromus racamus Buckup & Brescovit, 1993
- Zimiromus recs Zapata & Grismado, 2012
- Zimiromus reichardti Platnick & Shadab, 1976
- Zimiromus rothi Platnick & Shadab, 1981
- Zimiromus sinop Platnick & Shadab, 1981
- Zimiromus sununga Buckup & Brescovit, 1993
- Zimiromus syenus Buckup & Brescovit, 1993
- Zimiromus tapirape Brescovit & Buckup, 1998
- Zimiromus tonina Platnick & Shadab, 1976
- Zimiromus tropicalis (Banks, 1909)
- Zimiromus volksberg Platnick & Shadab, 1981

## Publication originale
- Banks, 1914 : Notes on some Costa Rican Arachnida. Proceedings of the Academy of Natural Sciences of Philadelphia, vol. 65, p. 676-687 (texte intégral).